# Tamani Hotel Marina
Le Tamani Hotel Marina est un gratte-ciel de 207 mètres construit en 2006 à Dubaï. 